# Lucio Valerio Messalla Trasea Prisco
Lucio Valerio Poplicola Messalla Elvidio Trasea Prisco Minucio Natale (in latino: Lucius Valerius Poplicola Messala Helvidius Thrasea Priscus Minicius Natalis; ... – 211/212) fu un senatore, militare e console dell'Impero romano.
Prisco veniva da una famiglia patrizia: iniziò il suo cursus honorum come triumviro monetale, fu poi membro dei Salii e, cosa inusuale per un patrizio, tribunus militum della Legio II Adiutrix in Pannonia inferiore. In quest'ultimo ruolo dovrebbe essere stato agli ordini di Sesto Quintilio Cordiano o di Sesto Quintilio Massimo, che comandavano l'esercito all'epoca, durante la guerra in Pannonia.
Sotto Marco Aurelio e Commodo fu questore; poi fu adlectus inter praetorios  (ammesso nella guardia pretoriana), sevir equitum Romanorum (comandante di uno squadrone di cavalleria romana), probabilmente sotto Settimio Severo.
Nel 196 raggiunse il consolato. Nel 211/212 fu messo a morte per ordine di Caracalla.